# Calling My Spirit
Calling My Spirit – singel amerykańskiego rapera Kodaka Blacka, pochodząca z jego drugiego albumu studyjnego Dying to Live. Została wydana 30 listopada 2018 roku przez Atlantic Records i WEA. Producentami utworu byli Southside i Jake One.

## Tło
Piosenka została wydana jako czwarty singel z albumu Dying to Live, po poprzednich singlach „If I'm Lyin, I'm Flyin”, „Zeze” i „Take One”. HotNewHipHop opisało piosenkę jako  obnażającą duszę z emocjonalną grą na gitarze. Kodak zaś mówi do siebie i walczy z własnym wewnętrznym zamętem, szukając właściwego sposobu poruszania się.

## Kompozycja
Podkład muzyczny opisywany jest jako "napędzany ciężkimi uderzeniami basu i płynnymi strunami gitary", tekst piosenki opowiada o kłopotliwej przeszłości Blacka i jego uznaniu dla obecnych sukcesów.

## Teledysk
Teledysk został wydany tydzień po wydaniu utworu. Przedstawia on Kodaka „przyglądającego się systemowi więziennictwa w Stanach Zjednoczonych”. XXL Mag zauważył, że  teledysk posiadał „różnorodne wiadomości do słuchacza ”. Dalej teledysk pokazuje Kodaka siedzącego na tronie, otoczonego przez kobiety. W innej scenie pokazany jest mężczyzna z kajdankami założonymi na nadgarstki w więzieniu. Później Kodak pojawia się jako postać podobna do Boga otoczona białymi chmurami, potem składa ręce do modlitwy. 

## Pozycje na listach
| Lista (2018–19)                       | Pozycja |
| ------------------------------------- | ------- |
| Kanada (Canadian Hot 100)             | 75      |
| USA Billboard Hot 100                 | 46      |
| USA Hot R&B/Hip-Hop Songs (Billboard) | 14      |
| USA Rhythmic (Billboard)              | 34      |

| Lista (2019)                          | Pozycja |
| ------------------------------------- | ------- |
| Portugalia (AFP)                      | 1929    |
| USA Hot R&B/Hip-Hop Songs (Billboard) | 56      |

## Certyfikaty
| Kraj       | Certyfikat | Ilość sprzedanych egzemplarzy |
| ---------- | ---------- | ----------------------------- |
| USA (RIAA) | 2× Platyna | 2,000,000                     |